# Hydrochus rishwani
Hydrochus rishwani – gatunek chrząszcza z rodziny kałużnicowatych i podrodziny Hydrochinae.
Gatunek ten opisany został w 1994 roku przez Dewananda Makhana na podstawie kilkunastu okazów odłowionych w latach 1899–1900 i w 1935.
Ciało wydłużone, długości 2,2 mm i szerokości 0,8 mm, z wierzchu brązowe z niebiesko-zielonym połyskiem. Na prawie trapezowatym przedpleczu występuje pięć płytkich wgłębień. Na pokrywach około 25 czarnych kropek. Rzędy pokryw grubo punktowane, a międzyrzędy płaskie i pozbawione guzków. Edeagus o krótkiej części nasadowej i płacie środkowym dłuższym od paramer oraz przypominającym ptasią głowę, co odróżnia ten gatunek od podobnego H. rattanae.
Chrząszcz afrotropikalny, znany wyłącznie z Demokratycznej Republiki Konga (z Kinszasy i Eali).